# ARMSの登場人物
ARMSの登場人物では、皆川亮二原作の漫画作品『ARMS』に登場する人物について記述する。

## 主要キャラクター
高槻涼（たかつき りょう）声 - 神奈延年
本作の主人公。「憎悪」の意思を示すオリジナルARMS"ジャバウォック"（魔獣）を移植されており、自らの出生に関わる大きな戦いに巻き込まれていく。ただし、本人はエグリゴリの工作による事故で右腕を失いARMSを移植された後も、隼人が現れるまでは自分を「平凡な高校生」だと思い込んでおり、父（実は養父）・巌を「海外出張の多いサラリーマン」、母（実は養母）・美沙を「若作りの専業主婦」と信じて疑いもしなかった。また、幼馴染みとして育ったカツミはごく自然に大切な存在になっていた。ARMSの移植ばかりかカツミとの出会いや彼女への愛情も含め、自身の運命のほぼすべてがエグリゴリを指揮するキース・ブラックと彼に敵対するキース・ブルーにより仕組まれたものと知らされてもそれに屈することなく戦う。
性格は飄々としてマイペース。年齢以上の落ち着きと誰にでも朗らかに接する優しさや懐の深さを備えており、一度は敵として戦ったアルやクリムゾントライアッド、X-AMYといった刺客たちを次々に味方に引き入れることになり、ブルーメンの指揮下を一度は離れたドラッケンをも体当たりで翻心させた。また、巌の教えもあって冷静沈着でシビアな判断力と決断力の持ち主。もともと争い事を好まず、ARMSを巡る過酷な戦いの中でも人間らしさを失うまいとする強靭な意志力の持ち主でもあるが、自身に宿ったジャバウォックの禍々しい力、それが常に囁きかける強烈な破壊衝動と葛藤し、立ちはだかる巨大な運命に苦悩し奮闘していくことになる。
絶大な破壊力を持つ右腕のARMSに加え、当人は全く知らなかったが、世界屈指の傭兵の両親を持ち、幼い頃から父親にサバイバル技術を叩き込まれてきた。父親譲りの格闘術、トラップの腕前もかなりのもので、「軍隊でもここまでの腕前のものにはお目にかかれない」「タチが悪い」「えげつない」とたびたび評されている。
カツミへの強い想いがあるためにユーゴーの自らへの想いは応えることが出来なかったが、彼女が示した愛する者への壮絶な覚悟が最終章での決断を後押しすることとなる。
最終話ではカツミと夫婦となり、授かった一人娘は常にこの物語の背後にいたある一人の少女の名前と容姿を受け継いでいる。
新宮隼人（しんぐう はやと）声 - 三木眞一郎
涼の通う藍空東高校にやって来た転校生。「仁愛」の意思を示すオリジナルARMS"ナイト"（騎士）を移植されており、自身と同じ境遇である涼との出会いによって、彼もまた自身の出生に関わる大きな戦いへと立ち向かうこととなる。
性格は粗にして野だが卑にあらず。自らを「鞘のない刀」と揶揄するなど、喧嘩っ早い性格。物語初期には涼にも敵意を向けるなど、非常に血の気が多かった。幼い頃、故郷の鐙沢村をエグリゴリに攻撃され、彼以外の全村民が殺され、目の前で父親（実は養父）の新宮修一郎を斬殺、自身の左腕も切断されたという壮絶な過去を持つため、復讐の炎を滾らせていたことにより、心に壁を作り、人を寄せ付けなかった。気絶している間に巌に救出され、命を長らえるべくブルーメンの研究者によりARMSを移植され、祖父（実は養祖父）・十三に引き取られる。十三のもとで新宮流古武術を基礎から徹底的に叩き込まれていたが、正しい力の扱い方を知らず、頭に血を昇らせて闇雲に暴力に訴えることしか知らなかった。
父の仇であるキースとエグリゴリに復讐するために憎しみのままに彼らを捜していたが、涼と出会って初めて「親友」を得ることとなり、武士や恵との出会いにより「仲間」を得たことにより少しずつ成長を重ねていく。また、アルとは凸凹コンビだが鼻につく態度にはゲンコツを見舞う。
藍空市での市街戦で瀕死の重傷を負い、仲間を「守りたい」と願ったことが引き金となりナイトの真の能力が覚醒する。だが、ナイトはジャバウォックの暴走を止めるため、「ARMS殺し」の武器である「ミストルティンの槍」と共に監視者の使命を委ねられており、隼人が仇敵と思うキースシリーズらエグリゴリの刺客よりもジャバウォックを持つ涼を狙うため、隼人の思うようには力を貸すことがなかった。さらに、ナイトから最悪の場合には相棒かつ親友である涼を殺さねばならない運命を知らされ、涼自身が万一の場合には隼人の手にかかることを望んでいることを聞いてしまい苦悩する。
ニューヨークでコウ・カルナギとの戦いに敗れ、武士が植物状態になったことに意気消沈し、涼たちの前から姿を消す。その後、チンピラに絡まれている所を“ウインド”と名乗る謎の日本人（正体は高槻巌）に助けられ、シシリアンマフィアとの戦いやママ・マリアとの出会いと別れにより、自らに宿る「水の心」や恵への愛に目覚め、精神的に逞しく成長。コウ・カルナギとの再戦ではARMSなしの戦いでも互角に渡り合い、ナイトの力を取り戻してからは一蹴し雪辱を果たした。
ARMS中最も硬いと言われるブレードを持つ左腕のARMSを使って戦う他、祖父に習った新宮流古武術の使い手であり、戦いの中で成長を重ねながら涼と並んで前線に立って敵に立ち向かう。武士のような動体視力はないものの、目で追えないほどの高速で動く敵を敵意の有無で察知して戦う。この能力は後に「バロールの魔眼」を駆使するキース・バイオレットとの戦いでも十二分に発揮する。
涼や武士にはあまり見られなかった歳相応の異性への興味と下心が描写されている。武士にインターネットで如何わしい画像を見せてくれと頼んだり、恵にはセクハラ紛いの冗談を飛ばすなどしており、特に高槻美沙やキース・バイオレットのような美人な大人の女性に興味、同時に苦手としている傾向がある。
最終話では、自分と同様に十三の養子となったキャロルから兄と呼ばれ、十三からは道場を引き継いだ。また、K-1中量級で優勝するほどの腕前を持つ格闘家になっている。恵とは既に公認の仲だが、お互いの忙しさにかまけてプロポーズは先送りにしている様子。そのことをキャロルに指摘されていたが、本人曰く自分達のペースでうまくやっているとのこと。
巴武士（ともえ たけし）声 - 上田祐司（現・うえだゆうじ）
隼人に続き訪れる転校生。「勇気」の意思を示すオリジナルARMS"ホワイトラビット"（白兎）を移植されており、自身の出生の秘密を知るために涼達と行動するようになり、自身の運命に立ち向かう。
幼い頃、妹をかばって交通事故に遭い、両脚を失うほどの怪我をした後にARMSを移植された後、自身が両親の本当の息子でないことを知らされたショックと異形の脚に怯え、さらにはいじめのトラウマを負い、自分を含めて全ての者に対し敵対心を持って心を閉ざしていた。しかし、涼や隼人に出会い、人との触れ合いや仲間、家族を大事にするようになる。
性格は臆病で繊細かつ内向的であり、涼や隼人と比べて格闘術など戦闘に役立つ技能も持っておらず、自分に自信が無かった。このため戦闘力で劣ると認識されるホワイトラビットと共にしばしば敵の侮りを受ける。だがARMSの発動がなくとも驚異的な反射神経と運動神経を誇り、その動体視力はヘリのローターをくぐり抜け、音速で攻撃を仕掛ける相手を見切れるほど凄まじい。
最初に潜在能力を見出したのは涼の養母・高槻美沙。藍空市に仕掛けられた「スナーク狩り」作戦においてパートナーとなった彼女から、頭脳的な戦い方や心構えを学ぶ。レッドキャップスが切り札として用意した中性子爆弾を巡り、自分の命を引き換えにしてでも仲間達を守りたいと願ったことによりホワイトラビットの真の能力が覚醒する。だが、ニューヨークでコウ・カルナギと戦った際に隼人を守るため犠牲となり植物状態に陥る。ドクター・ティリングハーストもお手上げの状態だったが、アルがティリングハーストからの情報で教えたアリスのチャットルームにアクセスするや、それに呼応するかのようにアザゼルに変貌。精神世界においてホワイトラビットの導きにより「白のアリス」と出会う。カリヨンタワーの戦いの終盤、巨大化したジャバウォックとナイトが戦う最悪の事態において、彼の下した意外な選択が戦いを終局に導いた。
最終盤のバンダースナッチ計画では、らしくなく冷静さを失った涼を叱責してたしなめるなど、精神的に最も逞しく成長を果たす。また他のARMS適合者が高槻巌に出会ったことで成長したのに対し、彼のみが逆に巌を導くという役割を担っていた。
決戦を終えてニューヨークから帰還後は、戦いの中で開花してきた運動能力や反射神経を買われてサッカー部にスカウトされ、才能を発揮。最終話ではセリエAのプレーヤーとして知られ、4人組の中では一番の有名人になっている。隼人曰く「世界一有名な日本人」で、キャロルも大学で彼と知り合いだと言うと鼻が高いらしい。
久留間恵（くるま けい）声 - 高山みなみ
本作のヒロインの一人。反エグリゴリ組織“ブルーメン”のメンバー。“審判”がプログラムされたオリジナルARMS "クイーン・オブ・ハート"（ハートの女王）を移植されており、エグリゴリとの戦いが激化し出した頃に涼達と接触し、行動を共にするようになる。涼の幼馴染である赤木カツミと瓜二つの容姿をしている。
幼い頃、友人2人と共に通り魔に襲われ、友人の命と両目の視力を失った後にARMSを移植された。自身のARMSの特性からオリジナルARMS達のリーダーとなる存在を自認し、初めは自分の有能さを鼻にかけて高慢な態度で他人に接する性格によりブルーメン内部でも孤立していたが、過酷な状況に直面することで、強い意志と他者を信頼する心を持った真のリーダーへと成長していく。またオリジナルARMSであるにもかかわらず、涼、隼人、武士の3人と違って自分だけ「育ての親」がいなかったことに対して、強い劣等感のようなものを抱いていた。
移植されたARMSが戦術偵察型であるため直接的な攻撃能力は普通の人間レベルであり、戦闘力は他の三人に比べて低め。このためエグリゴリの刺客たちからは指揮系統を崩す目的も兼ねて人質とすべく真っ先に狙われることも多い。だが、他のオリジナルARMS発動をある程度なら制御できる能力を持ち、戦闘中は指揮能力などの司令塔としての能力は非常に高い。だが後に、自身のARMSに他のすべてのARMSをリセットする能力を持たされていることを知り苦悩することになる。
ギャローズベルでの戦いにおいて、スティンガー率いるハウンド部隊の強襲により武士とユーゴーを拉致される。このことに責任を感じ、自らが持つリーダーの資質に疑念を持ってしまうが、通りすがりを装って現れた謎の日本人サラリーマン（正体は高槻巌）との邂逅によりリーダーの何たるかを学ぶ。その後はカリヨンタワーの戦いにおいて心を許す唯一人の親友だったユーゴーを失った代わりに奪還したカツミを「姉妹」として迎え入れる。心中では隼人を憎からず想っているが、そのことを知るのはユーゴーだけだった。
最終話では李と共にソフトウェア開発会社に転身したブルーメンに勤務。髪型はショートになり、視力が落ちたのか伊達なのか定かではないが、メガネをかけるようになっている。
赤木カツミ（あかぎ カツミ）声 - 三浦智子
本作のヒロインの一人。涼の幼馴染。性格は涼曰くお節介焼きで人懐っこくオバサンじみている。ごく普通の女子高校生と思われていたが、物語のキーパーソンとなる存在。
涼達に無断で同行した鐙沢村において、涼の目の前でエグリゴリの爆撃に巻き込まれて死亡したと思われていたが、その後、エグリゴリに拉致されたことが判明する。涼たちがアメリカを旅する間、キース・グリーンが拠点とするニューヨークの邸宅に客として迎え入れられ、グリーンから聞いた「嘘」を信じつつも、愛する涼との再会を心待ちにしていた。グリーンはカツミと生活を共にする内に人としての情愛が芽生え、彼女に愛情と執着心を持つようになる。
ギャローズベルにおいて、彼女は恵と同じ遺伝子を持つ存在で、遺伝子上双子の姉妹ということが判明する。カツミ自身はエグリゴリが創ることのできた唯一のオリジナルARMS適正者だったが、彼女にはARMSを移植されず、キース・ブラックのジャバウォック計画により研究者（赤木祥子）の娘として普通に育てられ、涼と互いにかけがえのない存在となるよう仕組まれる。
キース・ブラックの命令を受けたジェームズ・ホワンにより、軟禁先のグリーンの邸宅から再び拉致される。その際、カツミを守るためホワンと戦ったグリーンの正体が「チェシャ猫」の異名を持つARMS適性者だと知ってしまう。カリヨンタワーに身柄を移されたカツミは「人質」として涼たちの前に晒される。兄を裏切ってもカツミを助けると決意したグリーンは、ブラックに戦いを挑むが敗北。その後、瀕死のグリーンが転移能力で連れて来た涼と劇的な再会を果たす。だが、ジャバウォックの手にかかるというキース・ブラックが目論見は外れ、彼の中で憎むべき父、キース・ホワイトが目覚めてしまい、涼とホワイトの戦闘の最中、彼女はホワイトの策略により涼自身の手で殺される。だが、それでも涼に恨み言を言わなかった。
カツミをその手で殺した絶望によりジャバウォックが暴走、カツミ自身は「黒のアリス」の執着によりジャバウォックの中の精神世界に囚われの身となる。「白のアリス」とユーゴーがその身を犠牲にすることにより、カツミは現実世界に生還することができたが、消滅寸前の「黒いアリス」に手を差し伸べたことで後の惨劇を招くことになる。
ニューヨークから帰国し、元の平和な生活に戻ったが、その生活に違和感を覚え、時折暴力的な衝動に駆られるようになり、やがて「黒いアリス」の浸食によってARMS"バンダースナッチ"（滅びの神獣）を宿し、エグリゴリ残党の女王として君臨する。バンダースナッチとなったカツミには「赤木カツミ」としての意識はなく、黒幕であるホワイトの思惑の元、現行地球人類の根絶を図る。涼は、バンダースナッチとしてカツミとその中に生きる「黒のアリス」を滅ぼすのか、究極の決断を迫られることになる。
高槻涼と彼女が日常に帰ることが、この作品の一貫したテーマである。涼とカツミの結末もラストで語られており、10年後には、涼と結婚して一児の母になる。父親の教育の影響による、娘のやんちゃ振りに頭を悩ませている。
連載当時のあらすじでは「佳都美」と漢字で当てられていたが、作中最後まで漢字が使われることはない。
アル・ボーエン声 - 緒方恵美
エグリゴリの実験によって生み出された天才児「チャペルの子供達」の中でも、最高の頭脳を持つ双子の兄。その高い知性へのやっかみにより、いじめを受けた腹いせに弟のジェフと共に致死性の高い毒ガス（C-0048）を作成、スクールバス内に散布して同級生達を毒殺した上、それを咎めた両親をも銃で殺害した凄惨な過去を持つ。だが、いずれの事件も当時7歳という年齢から犯人とされず、その後は「チャペルの子供達」としてエグリゴリに迎え入れられる。
エグリゴリの刺客に志願し、ジェフと共に涼たちの通う藍空東高校を占拠。避難経路に爆弾を仕掛けたり、二体のサイボーグ兵を操って武士の妹・麻耶を人質にとり涼たちに戦いを挑む。だが、双子の暴走を見かねたボス（キース・ブラック）により送り込まれたキース・レッドによりジェフが惨殺される。アルも殺されかけるが、兄弟に自分を重ね合わせた武士の機転で救われ、敵対していた涼の家に保護される。そこで何も事情を詮索しない涼の母・美沙と触れ合う内に母親のぬくもりを思い出し、血を分けた弟の仇であるエグリゴリに対し復讐心を滾らせる。そのためARMSやエグリゴリに無知な涼たちに情報を提供し“共闘”を申し出る。ただし当人は終始一貫して「オリジナルARMSの研究」と称している。
「人類一の頭脳を持つ」と自負し、性格は傲岸不遜で極度の負けず嫌い。隼人や光一からは「ナマイキなガキ」「クソガキ」と言われ、人を人とも思わぬ傲慢な態度を隼人からゲンコツで制裁されるのがお約束となっている。終盤では恵からも同様に制裁されるようになる。涼たちと「スナーク狩り」作戦を退けた後、キャロルと共に十三の養子として日本で第2の人生を送るよう隼人から誘われるが、自ら殺めた家族のことを想って申し出を拒否し、過酷なものになると分かった上で涼たちの旅に同行する。ただ、日本滞在中はかつて保護された高槻家ではなく、新宮家に居候している。
涼らチームの頭脳として持ち前の才能を発揮しており、自ら目にした事実を瞬く間に理解し、科学的に解き明かす役目を担う。特技はハッキングと機械の操作。無免許で自動車の運転もしている。アニメ版ではブレーキペダルに足が届かず事故を起こすシーンがあった。
10年後を描く最終話では、22歳で医学博士号を習得し、藍空医大に勤務している。教授となってあちこちの大学で講義を受け持っており、授業中に余所見をしていたり私語をしている学生に隼人譲りのゲンコツを見舞っている。背は伸びて隼人と並ぶほどに高くなり、その美形ぶりは講義を受ける女生徒が憧れの眼差しを向けるほどである。各所から引き合いがあるものの、第2の故郷である藍空市への愛着から頑なに固辞している模様。
アルは「人類の未来」を象徴する存在で、自らの知性に溺れ、独善に満ちていたアルが犯した罪を自覚し、人間的な感情や人への愛情を取り戻していくのは物語のテーマの一つ。また、育ての両親、双子の弟、かつての仲間である「チャペルの子供達」、産みの親で尊敬もするティリングハースト、姉と慕うユーゴーを悉く喪うという最も悲劇的で過酷な運命を辿るが、最後には自分の居場所と安らぎを手に入れられたようである。
ユーゴー・ギルバート声 - 本間ゆかり
本作のヒロインの一人。世界最強のテレパシストで「天使ユーゴー（エンジェル・ユーゴー）」の異名を持ち、その名はエグリゴリ内部では広く知られている。その能力は人の心を読めるだけではなく、他人の意識を中継したり、幻影を見破ったり、心を持たない者と意識を繋げて操ったり、あるいは精神を他人ごと誰かの精神に送り込むことすらできる。
エグリゴリの超人部隊「X-ARMY」のメンバーとして登場し、登場当初は能面のように無表情だった。エグリゴリ内では常に実験対象として扱われ、他者の心を読めるがゆえに研究者ら人間の持つ心の暗黒面に晒されて育ったため、心に深い傷と癒せぬ痛みを抱えている。そのため運命を同じくするX-ARMYの仲間にのみ心を許していた。テレパシー能力で涼の精神にアクセスしたことにより、彼が抱える苦悩とトラウマを知り、自分たちと同じ境遇にあると知って仲間たちを止め、戦いを避けようとするが、暴走するクリフに振り回され、自らの持つ能力を悪用されて涼が必死に押さえ込んでいたジャバウォックを目覚めさせてしまう。ジャバウォックのとてつもない正体を知り、絶望していたが、恵に促され、涼とクリフを救うため3人を涼の精神世界に送り込んだ。
涼の心の深奥に触れて自分達の境遇を重ね合わせ、一目惚れに近い感情を抱き、そのことをクリフにも見透かされていた。兄のクリフや大切な仲間達をエグリゴリに殺されてからは生き残ったキャロルを十三に預け、涼たちと共に戦いの旅に出る。その旅の最中、次第に涼に対し報われぬ愛を深めていく。心が読めてしまうため、涼の心の中で誰が一番大切なのかを分かりすぎるほど分かってはいても、涼を救うために幾度となく危機に飛び込んでいき、ジャバウォックの暴走を鎮めるためにカツミの姿を借りたこともあった。
「天使」の異名に相応しく、心優しく容姿は可憐で虫も殺さぬように見えるが精神的には涼と並んで非常に強く逞しい。また、仲間に加わってすぐにはその能力を忌み嫌っていた恵やアルも包容力を示すことで、それぞれが「親友」「姉」と思うかけがえのない存在となるに至る。
自らの運命に苦悩する涼に「もしものことがあった場合には私が貴方を殺す」と約束し、暴走したジャバウォックを止めるため全能力をもって精神世界に入り込んで涼とカツミを救った後、アルに看取られて絶命した。彼女の亡骸は日本に埋葬されている。
死後、彼女の魂はARMSに宿り、涼の決闘を後押しすることになる。
高槻巌（たかつき いわお） / ウィンド声 - 有本欽隆
涼の父親。商社勤務のサラリーマン（本人曰く「通りすがりのサラリーマン」）を装うが、その正体は忍者の末裔であり、現代では凄腕の傭兵。エグリゴリに壊滅させられた鐙沢村の出身。幼い頃から涼にサバイバル技術や戦闘技術をたたき込み、涼がARMSとしての運命に打ち勝てる様に人間としての優しさや強さを教えてきた。
傭兵時代は「静かなる狼（サイレントウルフ）」の異名で名を馳せ、米国の諜報機関が総がかりで敗北したほどの凄腕。本作における米国大統領ジェイムズ・フリントとも協力関係にあり、エアフォースワンへの搭乗権限すら所有している。
旅をしていない時はニューヨークのハーレムに滞在し、地元の子供達に武術を教えている。ハーレムを支配していたマフィアの組織をことごとく単身で壊滅させたことから、ハーレムの人々は巌を「ウインド」と呼び、街に平和を取り戻した「ブラザー」として慕う。
反エグリゴリ組織の依頼で、密かにエグリゴリによる凄惨な人体実験が行われていたネバダ州のエリア51に僅か3人（巌・美沙・十三の3人）で潜入。その際に中年期のティリングハーストと邂逅し、二人の子供（アリスとエドワウ）を喪った痛みと絶望にうちひしがれ死を望んでいた彼からエドワウ（キース・ブルー）と4つのオリジナルコア、適性者の因子に関するデータを託される。
鐙沢村に匿われたキース・ブルーは村を本拠地として「ブルーメン」を組織。エグリゴリに対抗するために人体実験された人間を強奪し、4人の移植適性者を産み出すに至る。巌と美沙はその一人として産み出された子供（涼）を預かる。また、村人から始末されかけた実弟・崖（ジェームズ・ホワン）を密かに逃がしてやったが、後に崖の手引きにより鐙沢村は壊滅。唯一の生存者であった隼人も左腕を切り落とされ、オリジナルコアの移植以外に命を救う方法がなく苦渋の選択を余儀なくされる。鐙沢村への襲撃で未だオリジナルコアが適性者たちに移植されていない事実を知ったキース・ブラックは、涼、武士、恵をそれぞれ事故や事件に見せかけて襲撃し、恵と同じ遺伝子情報で作り出したカツミを涼の元に送り込むことになる。
戦いが始まった後は、世界中を回りながらARMSの子供達を見守り、単身赴任のサラリーマンを名乗って、恵や隼人の前に現れ彼らを導いていた。リーダーの自信を失った恵には単純ながら重要なリーダーの極意を説いた。カルナギに敗れた隼人に対しては、ニューヨークのハーレムに滞在させ、隼人の「水の心」の記憶を呼び覚まし会得させる。
「水の心」を会得しており、その戦闘スタイルは銃を使わず、素手かナイフなどの刃物を駆使する武術（本人いわく「忍術を少々」）だが、サイボーグやミュータントのみならず、完全体のARMSとすら互角以上に渡り合うことができる。視力を奪われても無敵の強さを見せつけるなど、精神・肉体を含むあらゆる面において作中最強の人物の一人だが、若かりし頃の新宮十三には今の自分すら勝てはしないと謙遜し、彼を尊敬している。
崖を逃がしてやったことが仇となり、4人の子供達が悲劇的な運命に晒されることになったことに人知れず苦悩し、10年前に巌の逆襲で両目の視力を失った後に行方をくらませた崖の行方を追って密かに命を狙う。劇中、二度の戦いではキース・グリーンをも一蹴した能力を持つ崖を圧倒した。
最終章では「友人」としてバイオレットを、また戦う寸前だったカルナギとスティンガーを仲裁してそれぞれ日本に送り込み、最終兵器として用意したアザゼルを強奪。ARMS能力を失ってなおも戦いに赴く涼のもとに切り札となる「ジャバウォックの爪」を送った。作中全般を通して、主人公たちの裏方となり要所で支え続けた最大のキーパーソンと言える。
最終話でも健在で、相変わらず世界中を駆け回っている。
高槻美沙（たかつき みさ）声 - 一城みゆ希
涼の母。非常に若々しく家事能力の高い専業主婦で、常に笑みを絶やさぬ美人だが、年齢不詳。カツミからは「美沙ちゃん」、アルからは「美沙ママ」と慕われる。
実は「笑う牝豹（ラフィング・パンサー）」「地獄の黒魔女（ヘルズ・ブラック・ウィッチ）」の異名を持つ凄腕の傭兵で、その異名はエグリゴリの末端の兵士にまで広く知れ渡っている。エグリゴリのサイボーグ部隊をあっという間に壊滅させる圧倒的な実力者で、ワイヤーによる絞め技のほか、ベレッタM84の2丁拳銃による射撃を得意とし、過去には巌と共に幾人もの要人や凄腕の兵士を始末してきた。
戦略や戦術の分析も得意としており、ガウスをもってして「最悪の戦況でも最大の戦果を生み出す戦場の天才」と言わしめるほど。“スナーク狩り”を熟知しており、藍空市殲滅戦では武士を相棒にして敵の虚を突く攻撃を仕掛けた。熟練の戦士である彼女は、無意識でも正確な動きで戦えるため、超能力者でも動きの先読みができなかった。
しかし、それほどまでの能力を持ちながらも、血を分けた息子のように愛情を注いでいた涼がエグリゴリの謀略で瀕死の重傷を負う事故に遭うことは防げず、知らせを聞いて駆け付けた巌と共に苦渋の決断を下した過去を持つ。己の正体を涼に明かした後「子育てほど過酷な戦場は無かった」と嘯くも、同時に「あなたはお腹を痛めて産んだ子ではないけれど、誰よりも心を痛めた自慢の息子」と、心の底から愛していることを旅立つ息子に告げた。彼女の息子への教えは要所で主要メンバーを救うきっかけともなっている。
最終話でも健在で、相変わらず主婦として過ごしている。

## ブルーメン
キース・ブルー / エドワウ声 - 石丸博也
ブルーメンの最高意志決定者で、キースシリーズで彼だけがエグリゴリの人間ではない。劇中現在で生存しているキースシリーズで最年長。ARMS不適合者で、リミッター無しでは数時間と生きられない体となっており、常に車椅子に乗っている。
ARMS移植前は「M-71」と呼ばれており、同じカプセルから産まれM-83と呼ばれていたセロ（後のキース・ブラック）だけを実の兄弟と思って互いに名前を交換して付け合い、セロと心を許したティリングハーストの前だけでは「エドワウ」を名乗っていた。性格は他のキースシリーズと同様に傲岸不遜かつ尊大だが、遺伝子上の父親に対する反骨精神に満ち溢れ、ARMSを得て、憎き父親と共にセロを除くキースシリーズを抹殺してエグリゴリを支配することを目論んでいた。アザゼルに取り込まれたアリスの声を聞くことが出来る希有な存在で、ティリングハーストにとっても彼の存在が希望となっていた。だが、自ら待ち望んでいた第28次ARMS移植実験を受けるが適合せず、意気消沈して生きる希望を見失ってしまう。既に廃棄処分を待つのみであったが、高槻巌がエグリゴリの研究所に侵入した際、ティリングハーストの裏切りにより4つのオリジナルARMSコアとコアへの適合者の情報と共に巌に託された。ティリングハーストとの別れの際に、アリスが愛しホワイトが忌み嫌う色「青（憂鬱の色、希望の色）」をカラーネームとして与えられる。その後アリスの声に従い、巌の故郷である鐙沢村で巨大なエグリゴリに逆らって潰された組織の残党を糾合し、反エグリゴリ組織「ブルーメン」を結成する。成長後は様々な経験からか性格が一変し、神への敬虔さと慈愛の心を持つようになるが、時折かつてのような激しい言動を見せることもあった。
遺伝子操作による人体実験の末に涼ら4人の適合者を産み出すが、彼らへのコア移植には難色を示し躊躇する。だが、その迷いを鐙沢村襲撃の際にセロに見透かされ、身元を隠して育てられていた適合者たちが相次いで襲撃に遭い、コア移植を余儀なくされる状況に追い込まれる。そのことに強い責任を感じ、以来決して人前に姿を見せようとせず、李と組織のごく僅かな者だけがその正体を知っていた。「スナーク狩り」の窮地を免れた4人から「復讐」されるのを覚悟の上で姿を見せ、協力を約束する。
完全な適合者ではないが、針状の爆弾「魔弾タスラム」を使うアドバンストARMS "ドーマウス"（眠り鼠）を宿す。鐙沢村における戦闘において涼たちを逃すべくリミッターを解除し、ARMS発動を決行。その力を持ってモデュレイテッドARMS部隊を圧倒するも、キース・ホワイトの持つハンプティ・ダンプティの圧倒的な実力の前にはなす術がなく、最期は自らを巨大な「魔弾タスラム」に変えて爆死した。ホワイトはブルーの自爆行為を嘲笑し、彼を愚弄するかのように奪い取った「魔弾タスラム」を涼たちにも放ってみせたが、実は先の自爆でハンプティ・ダンプティを防護するエネルギー吸収フィールドに致命的な亀裂を加えており、文字通りホワイトの野望を打ち砕く「魔弾」となった。
李春香（リー・チュニャン）声 - 中谷ゆみ
ブルーメン所属の工作員。中国福建省の出身。ブルーメン幹部の一人で、リーダーのブルーの正体を知り、自由に身動き出来ないブルーに代わり実質的なリーダー役を務める。「カリヨンタワー攻略作戦」時は最高指揮官を務めるが、本来は戦闘よりも情報通信を主な任としている。兜光一の窮地を救い、コウ・カルナギの襲撃時には逆に身を挺して庇った彼に助けられる。
子供の頃の夢は光一と同様に「正義の味方」になること。祖国に裏切られ、エグリゴリの情報機密漏洩事件に絡んで地図から消された小さな村の出身。強襲部隊に両親と幼い弟を殺され、弟の遺体を背負って3日間山中を彷徨った後にブルーメンに保護された。以来、復讐を誓い、窮地の際に自分の前には現れてくれなかった「正義の味方」となるべく働く。
10年後には恵と共にブルーメン時代のノウハウを生かした情報セキュリティシステム開発企業の代表を務める。
兜光一（かぶと こういち）声 - 中村大樹
型破りな藍空警察署の刑事。隼人からは「おっさん」などと呼ばれるが、作中ではまだ29歳である。エグリゴリの圧力のかかった事件を徹底的に追い続ける内にARMSと出会い、それをきっかけに警察に辞表を提出しブルーメンに参加。技術も力も無いが、度胸と頭のキレは中々のもので、子供の頃の将来の夢は「正義の味方」を標榜していただけあって、常に正義感に燃えているが、力及ばず満身創痍になることもしょっちゅうである。しかし一人の男として最大限の努力を惜しまず、終盤まで重要な局面での涼達のサポートを行っていた。警察内でも元々はキャリア組だったことから能力は高いが、文系であるため科学的な話は苦手。
不屈の闘志を持ち、屈強な警備兵をいとも簡単に蹂躙したコウ・カルナギにも警察署からチョロまかした拳銃を手に立ち向かうが、奮闘空しく重傷を負う。だが、コウのターゲットが李に及ぼうとするや身を挺して庇う男気を見せる。また、前述のように病院のベッドに寝かされていたが増援として馳せ参じ、正義の味方らしいところを見せた。皮肉なことに巌の計らいにより最終章で来日したコウ・カルナギを案内する役となる。
最終話では刑事としてなおも現役であることが描かれた。
ラルフ・コールマン声 - 中田譲治
ブルーメン所属の傭兵。陽気な黒人でカポエイラなどの格闘技に通じており、銃器の扱いにも長けている様子で、量産ARMS程度なら撃退できるほどの戦闘力を持つ。高槻夫妻の元部下で人当たりが良く、涼達を陰ながら幾度も助ける。
メアリー・カッツ声 - 井上瑤
涼達の前に初めて現れた「ブルーメン」の一員。鐙沢村で非人道的と知りつつ人体実験を行なっており、その罪を贖うかのようにエグリゴリによる殲滅戦で死亡する。

### ドラッケン
ブルーメン・ヨーロッパの特殊作戦部隊。エグリゴリから離反したサイボーグ部隊で、ホルストが隊長。全員が旧式サイボーグだが、実力は高く最新型のサイボーグ部隊も簡単に殲滅してしまう。各隊員の能力は様々で、腕に仕込んだナイフなどで近接戦闘を行う者もあれば、機銃や砲などを装備した者もおり、容姿を自在に変えられる女性型もいる。フェイスと同じ能力だが描写が異なる。
ヨハン・ホルスト声 - 江川央生
ブルーメン最強部隊「ドラッケン」の隊長。背中に鎌のような4本のアームを備えたサイボーグであり、歴戦の勇士である。エグリゴリからブルーメンに翻っており、「クリムゾン・トライアッド」のガシュレーは戦友、「ネクスト」のクラークは元上司である。
自分達サイボーグがARMSの踏み台でしかなかったことに憤っており、エグリゴリからの離反の理由もそれだが、同時にオリジナルARMS移植者にも激しい敵意を抱いている。エグリゴリから離反したことでメンテナンスや修復が受けられなくなり、その体はとっくに耐用年数を過ぎているが、戦死した仲間達の部品の流用によって体の半分以上を維持しており、たとえ命と引き換えになろうともエグリゴリを叩き潰すことに執念を抱いている。
ブルーメンの増援として部隊を率いてニューヨークに来るが、いきなり離反を宣言し、戸惑う涼たちと一戦交える。その際に全く覇気がない涼に失望し、カリヨンタワー攻略作戦には参加するがARMSとの共闘は出来ないと吐き捨てる。その後、隼人の叱咤とユーゴーとの約束で立ち直った涼から生身で挑まれ翻心。光一と共に窮地に陥った李らブルーメン部隊の窮地を救う。旧式部隊と罵られながら「ネクスト」であるクラークとの戦いを制した後、ヒューイとの戦いで満足げな笑みを浮かべて戦死した。

## エグリゴリ

### キースシリーズ
エグリゴリ中枢の権力者キース・ホワイト博士のクローンチャイルドで、それぞれ異なる「個性」を有しており独自の判断や感情を有する。長兄であるキース・ブラックを除いてはブラックに「選ばれた」もしくは「造られた」存在。カラーネームを与えられ、父親と同じくエグリゴリ最高幹部の座にある。
キース・ブラック / セロ声 - 置鮎龍太郎
エグリゴリを統率する最高幹部の筆頭で、現キースシリーズの長兄。思慮深く、常に微笑みを絶やさない。アドバンストARMS "ハンプティ・ダンプティ"（神の卵）を宿し、あらゆるエネルギーを吸収し、刃先が単分子レベルの厚みしかないこの世で最も鋭利な剣「神剣フラガラッハ」を始めとする様々な他のARMSの力の取り込み使用する。アリスの「絶望」の意志が託されている。
ARMS移植前は「M-83」と呼ばれ、エドワウ（後のキース・ブルー）やティリングハーストからは「セロ」と呼ばれる気弱な性格の少年だった。αチームのキースたちからいじめに遭うのを、同じβチームのエドワウに庇われていた。エドワウとは兄弟の絆で固く結ばれており、互いに名前を交換した。彼と同じくアザゼルに取り込まれたアリスの声を聞くことが出来たが、エドワウがアリスと会話しないようティリングハーストに懇願していた。エドワウの移植実験失敗後、エドワウと同じくアリスの声が聞こえるようになり、皮肉にもアリス以外では初のARMS適合者となる。移植手術成功を祝いエリア51に集ったホワイトらエグリゴリ最高幹部と研究者をほぼ皆殺しにし、外部端末と接続したアリスにより米国の核報復システムを乗っ取る。組織の実権を掌握した後、生き残ったティリングハーストを含む研究者たちを服従させ、自らが幹部に選んだキースシリーズを除く他のクローンたちを抹殺した。その後、ティリングハーストの裏切りでブルーに託された4つのオリジナルARMSコアの行方を追い、ジェームズ・ホワンこと高槻崖の手引きで鐙沢村を襲撃。新宮修一郎をその手にかけ、隼人の左腕を切り落とした。
アリスの意思の下、「プログラム・ジャバウォック」を着実に遂行していく。キース・ホワイト殺害時にハンプティ・ダンプティの能力により取り込んでしまったホワイトの残留思念に翻弄され、その目的とする所を察知し、自分自身と共にキース・ホワイトを滅ぼすべくARMS殺しの能力を持つジャバウォックの手にかかろうとするが、その寸前にホワイトに体を乗っ取られる。しかし、後にハンプティ・ダンプティに取り込まれたキース・ブルーと再会を果たし、父に引導を渡した。
キース・レッド声 - 速水奨
エグリゴリのシークレットエージェント。アドバンストARMS "グリフォン"（幻獣）を宿し、両腕や腕のブレードからの超振動及び超音波で物質の分子結合に干渉して、触れる物全てを分子レベルにまで破壊し、また第一形態でも傷や骨折はおろか頭部への銃撃さえも即座に回復する高い再生力を持つ。
他のキース達と同じ遺伝子プールから生まれた存在ではあるが、“欠陥品”“初期不良品”的な存在であり、正式にはキース・シリーズには加えられておらず、最高幹部の座も与えられていない。直情的な性格で他のメンバーとは反りが合わず、ほとんど独自の行動をしていた。
ボーエン兄弟の暴走を止めるよう幹部のキースシリーズ達に命じられ、藍空東高校にてジェフ・ボーエンを惨殺。その後、隼人から身に覚えのない父の仇呼ばわりされ、苦笑しつつ涼やアルたちを見逃す。その後、鐙沢村を訪れた涼たちを前に組織を裏切ったメアリー・カッツらを抹殺する。だが、その際に発動したジャバウォックの爪で顔に傷を負う。
他のキースシリーズを圧倒する高みに上るため、オリジナルARMSの奪取に執着。意図的にブルーメンに情報をリークするなど、エグリゴリ上層部の意に反した行動を取る。レッドキャップスを率いて藍空市を襲撃し、寝返ったX-ARMYの内、キクロプスとヴォルフを惨殺し、魔王・クリフを圧倒的な力でねじ伏せる。「スナーク狩り」作戦に自ら加わり、隼人と交戦。覚醒したナイトの持つ「ミストルティンの槍」に貫かれたことでナノマシンが機能を停止。コアを残し、肉体は灰となって崩れ落ちて死亡した。
キース・シルバー / アレックス声 - 川津泰彦
エグリゴリの最高幹部の一人。現キースシリーズの次兄。アドバンストARMS "マッドハッター"（帽子屋）を宿し、腕からの荷電粒子砲「ブリューナクの槍」を使う。アリスの「闘争」の意志を宿す。
キースシリーズになる前は、メキシコの研究所で育ち、研究所職員に「アレックス」と名付けられていた。本来は争いを好まない温厚な少年だったが、プログラムに縛られ、キース・ブラックの命令で自分を産み育てた研究者たちをその手にかけ、戦闘型のARMSとして存在する道を自分の意思で選ばされてしまう。その結果、現在のような好戦的な人格を形成するに至るが、潜在的にはブラックの呪縛や「プログラム・ジャバウォック」から自由になることを強く望んでいた。
ジャバウォックを滅殺しようとするが、ギャローズ・ベルでの戦闘においてジャバウォックの反物質砲を覚醒させてしまい、左肩に再生不可能な傷を負わされる。その後しばらくの昏睡状態から目覚めた後、人から無理やり与えられた物とはいえ、己に与えられた使命（プログラム）「闘争」を自身を構成する確かな物と悟り、それに抗うことを止めて戦闘生命として生きることを決意、カリヨンタワー内での戦闘において部下を皆殺しにした後に涼との最終決戦に挑むが、ARMSが暴走し自らを焼き尽くすほどの高熱を帯びる。灼熱の炎の中で涼の手でコアを取り出され、戦死を遂げた。
キース・グリーン声 - 私市淳
エグリゴリの最高幹部の一人。現キースシリーズの末弟で10代と最年少。アドバンストARMS "チェシャキャット"（チェシャ猫）を宿し、空間干渉能力による空間転移や、物理的特性に左右されず全ての物質を切り裂く空間の断裂を操る。アリスの「希望」の意志が託されており、本来は柔和な性格であったが、キースシリーズの持つ運命に翻弄され屈折してしまった。
当初はキース・ブラックの命により「プログラム・ジャバウォック」のためだけに鐙沢村でカツミを保護するが、やがてカツミに心惹かれるようになる。カツミに対する独占欲から、ギャローズ・ベルを脱出してグランドキャニオンに現れたオリジナルARMSたちと「チャペルの子供達」を襲撃。鼻歌交じりに逃げ惑う子供たちが戦闘ヘリに殺戮される様を傍観した。だが、その行為が涼たちの怒りを呼び覚ましてしまい空間の断裂を打ち破ったジャバウォックに驚愕して撤退する。
カツミに「全力で涼たちの行方を探している」と嘘を吹き込み、ニューヨークの豪邸で二人だけの生活を楽しんでいた。カツミと接するうちに人間らしい感情が芽生え、「プログラム・ジャバウォック」遂行の為、カツミを生け贄にしようとするブラックの意志に反発。ブラックの命令でカツミを奪いに来たジェームズ・ホワンと対決し完全体となって「魔剣アンサラー」で圧倒するが、ARMSを発動させグリーン以上に自身の空間干渉能力を強化したホワンに惨敗する。だが「プログラム・ジャバウォック」が大詰めを迎えるにあたり、キース・ブラックを倒してカツミを救出する決意を固め、司令室を襲撃するも、ハンプティ・ダンプティの能力により空間干渉能力を奪われた挙げ句に返り討ちにされ瀕死の重傷を負う。愛するカツミのため、彼女の最愛の人である涼の前に現れ、重傷をおして空間転移によりカリヨンタワーの司令室に案内した後、涼とカツミに看取られて絶命した。
キース・バイオレット声 - 桑島法子
エグリゴリの最高幹部の一人で現存するキースシリーズ唯一の女性。アドバンストARMS "マーチ・ヘア"（三月兎）を持ち、光を操りホログラムやレーザー光線を駆使する「バロールの魔眼」の使い手。アリスの「悲哀」の意思が託されている。初登場時から中盤までは涼やかな余裕を携えた大人の女性を感じさせる雰囲気で口調も女性的なものだったが、絶望へと突き進む現実を悲観してか次第にやや険の立つ苛烈な性格、口調へと変化していったものの、彼女の本質そのものは変化していない。 キースシリーズはみな整った容姿を持ち、隼人や通行人に見初められる等、彼女も「美人」と呼んで差し支えない容姿を持つが本人には全く自覚が無い。
平和を願う唯一のエグリゴリ最高幹部で政治的手腕に長け、片腕としてキース・ブラックの信任も厚く、彼女も長兄ブラックを敬愛している。兄弟たちを愛する反面、自らが「マッドティーパーティ」と称する茶会の席で隼人らオリジナルARMSに情報や警告を与えつつ導く。グランドキャニオンでキース・グリーンに襲撃され、「チャペルの子供達」の大半を殺害され怒りに震える涼たちの前に州軍を率いて現れ、恵との交渉により負傷者を救助した。また、ティリングハーストが涼たちに拉致された際には密かに隼人と接触してカツミとの人質交換を申し出るなど、独自の意志と理念をもって行動する。巌の導きで隼人が知り合ったママ・マリアの旧友の一人であり、葬儀の列に参加。その際に、かつて「兵器」としての自分に迷いを感じてママ・マリアと対面した際に、彼女の導きに救われたことを告白する。
カリヨンタワーの決戦終盤で「プログラム・ジャバウォック」が大詰めを迎えるにあたり、彼女が思い描いた希望が悉く絶たれたことに絶望。予想される悲劇を食い止めるべく、見守り続けた涼らオリジナルARMS達と敵対する。だが、親交が深かった隼人に「バロールの魔眼」の能力を破られ敗北。巌の手でカリヨンタワーから救出された後、彼女が恐れていたジャバウォックの暴走の目の当たりにし、敬愛していた長兄ブラックが父ホワイトに乗っ取られた事実を知る。
ニューヨークの戦いを生き延びた彼女は、巌から「友人」として来日を促され高槻家にホームステイする。その際にエグリゴリ残党が計画している「プログラム・バンダースナッチ」の情報をもたらした。
ARMS能力を喪ってもカツミを取り戻すための戦いに身を投じようとする涼たちを力ずくで制止しようとしたキース・ブルーを、美沙と共に妨害。「妹」として「兄」であるブルーと対面を果たす。キース・ホワイトの計画により自らに課せられた運命を呪い、自らが涼たちに課してしまった運命を悔いるブルーに、運命を切り拓く「希望」が涼たちと共にあると諭す。「息子たち」を守るため父との戦いに身を投じたブルーと意を同じくして、父であるキース・ホワイトとの戦いに身を投じる決意をし、最後の戦いでは涼たちの心強い味方として共闘する。
最終決戦において、キース・ホワイトの死と同時に砕け散ったハンプティ・ダンプティのコアにより、彼女の持つアドバンストARMSの力は消失。呪われた運命から解き放たれたことをブルーやブラックを含むキースシリーズの兄弟たちから告げられ、「一人の人間」として生きる未来を託された。その後、隼人と共に涼が下した最後の選択を見届ける。
最終話において、キースシリーズとして唯一の生き残りとなる。米国国務長官としてアリスが産み出し愛した青い薔薇「ブルーウィッシュ」を携え、パレスチナ和平に尽力している姿が描かれた。
キース・ブルー / エドワウ
ブルーメンを参照。
キース・ゴールド
涼より以前にジャバウォックのコアを移植された最初期のキースシリーズの一人。実戦テストでサイボーグ兵士を粉砕するほどの力を発揮したが、ある日突如ジャバウォックに変貌してエグリゴリの施設内を暴れまわった後、サミュエル、キース・ホワイト両名の目の前で乾いた泥のように崩れ去った。
この事件がきっかけでジャバウォックを含む自己意思を持ったオリジナルARMSは「手に負えない」と判断され、人為的な意思の介在しない実戦的なARMS、すなわちアドバンストARMSの開発に至る。

### クリムゾン・トライアッド
ガシュレー声 - 郷里大輔
エグリゴリのサイボーグ兄弟「クリムゾン・トライアッド」の長兄。ハニカム構造のチタン装甲で身を固めた重量級サイボーグ。ウサギすら全力で狩るライオンの如き高いプライドを持つ高潔な男で、「戦士」としてあるべきことにこだわりを持つ。第一部において鐙沢村で2度高槻涼と一騎討ちをし、両戦共に敗北するが、その戦いの中でも涼に「戦士として生きろ」と言い放つ。その言葉は後の涼に多少なりとも影響を与えたようである。鐙沢村の住民を虐殺しようとするキース・レッド率いるエグリゴリの部隊に反抗し、壮絶な討ち死にを遂げる。後に彼の遺志はドラッケン部隊のリーダー、ヨハン・ホルストに受け継がれた。
ビイ声 - 本多知恵子
「クリムゾン・トライアッド」の紅一点。背中から蜻蛉のような四枚の羽を生やし、亜音速で飛行することによって発生する真空で目標を切断する。改造された自分の体を憎悪しながらも戦士として誇りを持ち、武士と一騎討ちをするが、第二形態に進化したホワイトラビットの跳躍力の前に敗北し、地面に叩き付けられる寸前に武士に情けを掛けられ、オリジナルARMSの置かれた状況に共感する。その後、ガシュレーと共にエグリゴリの部隊に反抗し、討ち死にする。
フェイス声 - 二又一成
「クリムゾン・トライアッド」の一人。関節が存在せず、軟体生物の如き動きで敵を翻弄するナイフ使い。顔を任意に変化させて変装し、敵を惑わすことを得意とする。隼人と一騎討ちをするが、逆に刺殺される。その卑劣な性格からか、ガシュレーにも殺されるのも止むを得ないと思われていた。

### X-ARMY
エグリゴリの一部門で研究されていた、所謂超能力を有する実験体の総称で、完成品である「レッドキャップス」を産み出すための捨て石。モルモット扱いされ、用済みになれば廃棄される運命を待つだけの存在。血の繋がっているクリフとユーゴーを除いては、それぞれ異なる境遇によって実験体となった過去を持つ。共にエグリゴリに「人間らしい生活」を奪われたことにより仲間意識が強く、深い絆で結ばれる。
クリフ・ギルバート声 - 檜山修之
柔和で整った美形の青年。「魔王クリフ（セイタン・クリフ）」の異名を持つX-ARMYのリーダーでユーゴーの実兄。性格は尊大かつ残忍で、心優しいユーゴーとは対照的。妹と呼ぶキャロルを遙かに凌駕する驚異的な念動力を持つ。
産まれながらにモルモット扱いされた過去を持ち、さらには妹のユーゴーと異なり能力の開花が遅く、研究者たちに賞賛されるユーゴーに比べ、「出来損ない」と罵られ粗雑な扱いを受けた辛い過去を持つ。だが、突如として開花した強大な能力により自分を罵った研究者たちを惨殺。その後は妹の持つ「天使」の異名に対するアンチテーゼから、「魔王」と呼ばれ恐れられる。
自分たちを能力を絞れるだけ搾り取られる「使い捨てのティーバッグ」に例え、劣等感と同じ境遇の仲間達を救いたいとの強い想いから暴走。ユーゴーの言葉に耳を貸そうとせず、キース・レッドを出し抜く思惑のため、レッドの命令で天涯孤独の恵を除く3人のオリジナルARMSの家族らを襲撃しようとしたサイボーグ部隊を先回りして始末し、涼を除く3人を拉致。制止するために送り込まれたサイボーグ部隊を惨殺し、現場に血文字を残して涼を挑発する。その後、人質となった涼の仲間たちをエサに決戦場所に選んだ遊園地に誘い出す。
ヴォルフたちが涼に敗北すると、涼との戦いをやめるよう進言するユーゴーのテレパシー能力を無理矢理操って、クリフたちを全員生かしたまま制圧しようとする涼の精神に働きかけ、そのトラウマである鐙沢村での悲劇の記憶を再生してジャバウォックを目覚めさせたが、予想外の力を持つジャバウォックに自らの念動力を打ち破られ追い込まれる。“魔”としての格の違いを見せつけたジャバウォックに殺されかけるが、兄と涼を案ずるユーゴーの助けで涼の精神世界に入った隼人たちが、ジャバウォックの持つ「憎悪」の業火に焼かれる涼を救出し、辛うじて命を救われる。その後涼たちと和解し、産まれて初めて紅茶を楽しむことが出来たが、共闘を申し出た涼たちの誘いを断り、独自にエグリゴリに囚われの身となっている仲間たちを救出しに行くと告げる。
だが、X-ARMYがジャバウォックを進化させた上で敗北することも上層部の織り込み済みであり、涼たちと別れた直後に現われたレッドキャップスのリーダー・ガウスから、他の実験体はクリフたちが送り込まれた直後にすべて「廃棄」されたことを告げられる。ヴォルフ、キクロプスを呆気なく殺され、クリフ自身はレッドが遂に発動に成功させた「グリフォン」の実戦テストにおいて敗北。半身に引き裂かれた無残な姿で、ユーゴーたちに導かれて駆け付けた涼に妹二人を託して絶命した。
ユーゴー・ギルバート
主要キャラクターを参照。
キャロル声 - 白鳥由里
トレードマークのベレー帽に小悪魔的な笑みを浮かべた愛らしい少女。念動力で物を曲げることができ、「ツイスター（螺旋）のキャロル」の異名を持つ。その力故に周りから疎まれ、実の両親に捨てられエグリゴリに売り渡された。そのことで心に深い傷を負う。血の繋がりはないがクリフを「兄」、ユーゴーを「姉」として慕っている。クリフの策略により戦いを余儀なくされた涼を念動力で一方的に痛めつけるが、幼い女の子と戦いたくないと必死にジャバウォックを押さえ込もうとする涼の強い意志に敗北、「力に飲み込まれてはいけない」という命がけの説得で戦意を喪失する。だが、キャロルを救った涼もろとも一時はクリフに殺されかける。
X-ARMYの敗戦後は晴れて涼たちと和解するが、レッドキャップスの襲撃で仲間たちを殺され、クリフがキース・レッドと命がけの戦いをする間にユーゴーと共に難を逃れる。「スナーク狩り」により孤立した藍空市で隼人、十三、アルとチームを組む。圧倒的な力を誇るキース・レッドの襲撃から身を挺して庇った十三と隼人の姿に心を打たれ、戦いの後、十三の養子に迎え入れられる。涼たちに同行することになったユーゴーと離れることになり、日本を離れるユーゴーから十三の迷惑にならないよう能力を封印することを約束し、クリフたちの眠る墓を託される。ユーゴーに「必ず生きて帰って」と約束したがその約束は果たされず、第5部の冒頭では涼たちと共に泣きながらユーゴーの墓参りをしている。隼人とアルがアメリカを転戦する不在の間に十三から手ほどきを受け、新宮流古武術の才能を開花させ、乱取りでアルを負かしていた。
10年後の最終話ではユーゴーに似た美女に成長し、大学に通う傍ら、新宮家の家事一切を切り盛りする多忙な毎日を過ごしている。
キクロプス声 - 宝亀克寿
「千里眼のキクロプス」の異名を持つ男。ありとあらゆる波長の電磁波を視ることによる透視能力と、光線を集中し放って視界内のものを焼き尽くす目を持つ。ナイフの使い手で、ARMSをも切り裂くことのできる超振動ナイフを使用していた。実験によって会話や日常的な生活を失ってしまっているが、彼もまた仲間のためになら命を投げ出す覚悟で戦いに臨んでいた。
高槻達との戦闘後、和解してクリフらと共に町を去ろうとした矢先にレッドキャップスに襲撃され、ヴォルフと共に迎撃に向かうがガウスによってあっけなく惨殺される。
ヴォルフ声 - 広瀬正志
「不死身のヴォルフ」の異名をもつオカマの大男。ガン細胞の原理を利用した再生能力を持ち、心臓を刺されてもすぐに傷がふさがってしまう。人生を狂わされた彼らも、エグリゴリにとってはさらなる超人を生み出すための捨て石でしかなかった。仲間を思いやり、ハーブティーなどが好きな温和な性格ながら、戦いの際にはその巨躯と能力を活かしたメリケンサックのような武器を手に情け容赦のない力押しで臨む。
涼たちとの戦闘後、和解してクリフらと共に町を去ろうとした矢先にレッドキャップスに襲撃され、キクロプスと共に迎撃に向かうがガウスによってあっけなく惨殺される。

### レッド・キャップス
ガウス・ゴール声 - 岩田光央
”残忍なる知将”の異名を持つ都市戦の心理戦の専門家の傭兵。X-ARMYのヴォルフとキクロプスを呆気無く返り討ちにするなど戦闘能力も高い。階級は大佐。老齢の為寝たきりになっていたが、X-ARMYの研究成果によって作られた若々しく特殊能力を持つ不死身の肉体を手に入れ、「レッドキャップス」隊長となる。そしてオリジナルARMS達を捕獲する為の非道な作戦「スナーク狩り」を決行したが、彼らの予想外の反撃を喰らい部下を見捨てて脱出しようとするも、突然老化現象を起こし老衰で死亡した。レッドキャップスの全メンバーは、定期的に不老処理を受けなければ若さを保つどころか生存すらできない身となっていたが、エグリゴリはそのタイムリミットを偽っていたようで、彼らもエグリゴリの捨て駒の一つに過ぎなかった模様。
カール・ヒギンズ声 - 真殿光昭
レッドキャップスの前線指揮官でガウスの副官。藍空ラディッシュタワーにて中性子爆弾の設置・護衛にあたり、美沙・武士両名を食い止めるべく部隊を率いて戦闘。しかしレッドキャップスの超人的な肉体を過信したことと、武士を甘く見ていたのが原因でヘリを落とされ、全身を焼かれるも最期に中性子爆弾の起爆スイッチを入れ死亡。以前もガウスと共に卑劣な作戦に従事していた。アニメでは内心ではガウスを見下し馬鹿にする言動が見られた。

### チャペルの子供達
オスカー・ブレンテン声 - 摩味
ギャローズ・ベルの「チャペルの子供達」のリーダー。“猟犬（ハウンド）”部隊を手に入れており、さらにオリジナル ARMS を捕獲・洗脳してエグリゴリに反旗を翻そうとする。
根は親の愛に餓えた寂しい子供。エグリゴリの特殊な薬物の投与により、過剰な知能を持って誕生し、後にエグリゴリに協力していた。エグリゴリに子を売った金と自責の念で自堕落な生活を送っている親たちを軽蔑しており、手勢の猟犬部隊隊長スティンガーに理想の「父親」を求めていた。ギャローズ・ベルでリーダーに君臨していながらアルの頭脳を素直に認め引き抜こうとするなど、謙虚さも持ち合わせている。
エグリゴリの攻撃で壊滅的な損害を受け、アルにアザゼル研究の成果全てを託す。
シャーリー・ロズウェル声 - 鈴木麻里子
ギャローズベルで保安官を務めていた少女。「チャペルの子供たち」の意に沿わない形で涼たちを攻撃しようとした自分の父親を他人のように呼び、銃を向けて威嚇した。エグリゴリの攻撃の際に死亡。
アル・ボーエン
主要キャラクターを参照。
ジェフ・ボーエン声 - 大本眞基子
アルの双子の弟。過ぎた知能が原因でいじめを受けた経験により、兄弟共に「学校」そのものに憎しみを抱いている。
アルと共に、死んだ兵士を改造した「プラス」と「マイナス」を引き連れてオリジナルARMSを持つ主人公達に戦いを挑むも、2人の暴走を咎めたキース・レッドに殺される。
アリス＜オリジナル＞声 - 久川綾
ARMSの生みの親であり、ティリングハースト立案のチルドレン・オブ・チャペル計画の元に誕生した最初の子供。可憐な少女だが、ティリングハースト達からも「人類最高」と評される頭脳を持ち、さらに人類初の金属生命体「アザゼル」移植への完璧な耐性を示した超人類である。10歳でエグリゴリの科学者として、金属生命体「アザゼル」にコンピュータープログラミングによって心を吹き込む作業に従事し、金属生命移植の実験体である同年代の子供達の精神的なケアも行っていたが、彼女自身も実験体の一人であった。本来は存在しないはずの青色のバラ「ブルーウィッシュ」を品種改良によって作り出すなどの功績がある。
「自由」や「外の世界」に強い憧れを抱くようになり、実験体の子供達と共にエグリゴリの施設からの脱出を試みるが、子供達はキース・ホワイトの命令で射殺され、彼女自身も瀕死の重傷を負う。その直後、彼女に対して強い友愛の心を持つアザゼルがアリスを吸収・融合し、その精神は、人間に道具にされたことで非常に強い憎しみを持つ「黒いアリス」と、本来の心優しい「白いアリス」の2つに分裂し、始まりのARMS「アリス」の中で生き続けることとなる。
黒いアリス

白いアリス

### 猟犬（ハウンド）部隊
スティンガー声 - 稲葉実
強化人間部隊“猟犬（ハウンド）”隊長「アルファ・ハウンド」。主であるオスカーに忠義を尽くすと共に、父親の代役にもなる。かつて普通の兵士だった時には家族もいたようだが、顔は既に憶えていないらしい。家族よりも戦場を選んだことを後悔している。
脳内のアドレナリンを過剰に分泌させることにより、短時間戦闘力を飛躍的に高めることができるが、それは負荷による自滅の危険性を孕んでおり再起不能と紙一重である。オスカーの制止も聞かずその力で涼たちを後一歩の所まで追いつめるが、オスカーが危機に陥ったことに心を乱され、オスカーが武士に助けられたことで敗北を認める。
その直後ギャローズ・ベルからの退却戦で涼たちと共同戦線を張り、後にブルーメンの活動に同調して独自活動を行う。物語の終盤でも登場し、明言はされていないがオスカーを養子として引き取り共に暮らしていることを巌に語った。
アニメ版ではグランドキャニオンでの大虐殺の折、死亡したような描写の後、一切登場しなくなる。

### アサイラム
コウ・カルナギ声 - 徳丸完
「アサイラム」の中で最も危険な存在といわれる男。通称「牙（ファング）」。
生身の人間でありながらARMS以上のパワーとスピードを持ち、最強の強度を誇るといわれる“ナイト”のブレードをも素手でへし折った。戦闘サイボーグなどは全く意に介さない程の戦闘能力を誇る。ある特殊なウイルス性疾患の生き残りだが、調査した東洋系の学者から「生まれながらして全身のチャクラが開いている」といわれる。
隼人に敗北した後、用済みになったとしてジェームス・ホワンに瀕死の状態にさせられてからはしばらく姿を消していたが、終盤にホワンへの復讐を目的に再度姿を現し、アルの説得で涼たちと利害の一致で共闘する。モデュレイテッドARMSとの戦闘で重傷を負い、ホワンとの戦闘で致命傷を負われた末に止めを刺されそうなったところを巌に助けられる。ホワンの死後、復讐の対象は巌にする旨を言い、姿をくらました。その後の消息は不明。
文庫本に掲載された貴家悠のイラストでは、「テラフォーマーズ」の登場人物「ジョセフ・G・ニュートン」は彼の子孫という設定がある。

ラヴィニア・ウェイトリー
「アサイラム」の収容者の一人。通称「悪夢（ナイトメア）」。
カルナギ達と共にニューヨークの涼達を襲撃する。テレパシー能力の持ち主で悪夢のイメージを見せて相手の精神を攻撃するが、ユーゴーに撃退される。過去に迫害によって息子を失っている。後に、自由になるためにカルナギと共にホワンを襲うが失敗。その際にホワンの心の中を読み取った結果恐怖し、ショック状態に陥る。その後の消息は不明。
アニメ版には未登場。
ジェームス・ホワン / 高槻崖（たかつき たかし）
「アサイラム」の収容者。盲目の遠隔透視能力者。「ホワン」とは中国語で黄のこと。
その正体は高槻巌の実弟で、巌や隼人たちの故郷、鐙沢村を破滅に追いやった張本人でもあり、巌が生涯かけて追跡することを決意した宿敵である。
鐙沢の高槻一族は熊野の修験者を祖に持つ忍者の家系であるが、崖はそれに伝わる伝説を体現する「選ばれし者」として生まれ、遠隔透視能力のみならず空間振動、転移などの空間干渉能力など様々な超能力と、ARMS適正因子をも備えていた。しかし崖は、一族との確執、異能者ゆえに常に偏見の目に晒されたことなどから里と一族を憎み、その所在をエグリゴリに知らせ、エグリゴリはブルーメンのオリジナルARMS研究所がある鐙沢に殲滅攻撃をかけ、その報復として巌によって両目を潰されたが逃亡した。その後エグリゴリの「ジェームズ・ホワン」となった崖は、過去の経歴をリセットするため顔に整形を加えた上でエグリゴリによって与えられたアサイラムという「隠れ家」に身を隠す。
後にキース・グリーンの配下になり、カルナギ、ラヴィニアと共にジャバウォック以外のARMSを行動不能にしティリングハーストを取り返す命令を受けたが、カルナギの敗北等相次ぐトラブルに見舞われ撤退を余儀なくされる。その後モデュレイティッドARMSを提供され空間の断裂の能力を手に入れブラックの右腕となり、グリーンの元からカツミを拉致し、涼たちをエグリゴリの中枢に誘い込むなどの任務を果たす中、因縁の巌とついに再会し対決するが、空間の断裂をもってしても太刀打ちできない巌との実力差を見せ付けられ完敗し、「ジャバウォックの爪」によって再生能力も封じられたため逃亡する。
カリヨンタワー崩壊後は、雇い主の人格が変わったことも意に介さずキース・ホワイトの右腕、モデュレイティッドARMS部隊の指揮官となる。しかしオリジナルARMSの力が甦った涼たちによってARMS軍団は全滅し、再び現れた巌との最後の戦いに挑むも追い詰められ完全体の力を解放するが、巌の振るうエネルギーの光刃となった「ジャバウォックの爪」に一刀両断にされ、塵に還る。その際に巌に討たれることを望んでいたかのような言葉を残していった。
アニメ版には未登場。

### ネクスト
デューイ・グラハム声 - 仲木隆司
サイボーグ開発の総責任者。ティリングハーストとも旧知の仲。自身もすでに肉体を捨て、カリヨンタワーそのものになっている。最後はネクストを生み出したことを過ちだったと考え、ティリングハーストの手によって破壊される。
ヒューイ・グラハム声 - 高田裕司
最新サイボーグ軍団「ネクスト」のリーダーにして、エグリゴリの本拠地カリヨンタワーの最高責任者。元は人間だったが、不治の病によって死亡。父のデューイ・グラハムによって「ネクスト」として蘇る。戦闘機能としては超振動や高速移動など。同じ記憶を移植された部下達を擁し、集団で襲い掛かる。後にクイーン・オブ・ハートに破壊された右腕の代わりとして高出力レーザー砲が装備される。最後まで戦うことを選択してカリヨンタワーの崩壊と共に死亡。
クラーク・ノイマン声 - 川津泰彦
かつてドラッケンのリーダーのヨハンの友であった人物。元となった人物の記憶を受け継いではいるものの、もはや無機的な思考しかできない別人と成り果てている。また人格を複製し、同スペックの義体に組み込んだ個体が大量生産されており、同一の思考・性能を持つゆえの完璧なコンビネーションと超振動で涼たちを苦しめる。

### モデュレイテッドARMS
ハインツ
モデュレイテッドARMS部隊副隊長。ARMS適性者として生を受けた事は、すなわち地上を総べるエリートである事と信じ、異常なまでにプライドが高い。しかし、戦闘面ではARMSの能力に頼り切った戦い方であるため、ARMSの力を過信し過ぎるあまり、大人数で襲撃したにもかかわらず、2度も生身の人間同然の涼たち3人にやられる無様な醜態を晒す。
鐙沢村での戦闘で涼たちにそのプライドを傷つけられ、藍空市内では最終形態となり涼たちを瀕死にまで追い込んだが、復活したホワイトラビットとの戦闘に敗れ、崩壊し死亡した。

### その他（エグリゴリ）
クロウ声 - 小杉十郎太
エグリゴリからの最初の刺客。そのサイボーグ化した両腕には拳から生やす爪（クロウ）などが仕込まれている。エグリゴリの人間を狩っていた隼人を狙うが、覚醒したジャバウォックの腕に半殺しにされる。
青木
鐙沢村の洗脳された村人の1人。兜が数年前に逮捕した強盗殺人犯で、服役中に病死したはずだった。

## 科学者
サミュエル・ティリングハースト声 - 依田英助
世界最高の物理学者で、エグリゴリの最高科学顧問。ユダヤ系。エグリゴリの情報を探るべく涼たちに拉致されたが、後に彼自身の意思で過去の償いをすべく、涼たちの味方となる。
1946年、彼が24歳の時、ミスカトニック大学の地質調査グループに研究者として所属していた彼の元に、アリゾナ州で発掘されたアザゼルが届いたことで彼の運命は変わり始める。未知の金属生命体であるアザゼルは政府に押収され、大学の仲間は口封じとして全員殺害される。彼自身は、彼の論文からその知性を認めた科学者・ホワイトによってエグリゴリにスカウトされ、 科学者としての探究心から以前の仲間も生活も捨て、エグリゴリに入ったのだった。
ホワイトと共にアザゼルの研究に励んだ彼は、アザゼルへの交信を試みた結果、人との融合を試みようとするアザゼルの意思を知ることになる。この結果を見たホワイトの「アザゼル研究による人類の人工進化」の呼びかけの元、エグリゴリで人類の人工進化のための研究を次々と進めていく。やがて「チルドレン・オブ・チャペル」計画によって生み出され、同時に金属生命体への完璧な耐性を示した少女アリスを実の娘のように愛情を抱くが、アリスもホワイトも止めることができなかった彼の迷いからアリスは死亡、さらにアザゼルの暴走によって多大な損害を被り、その責任としてエグリゴリから追放される。
放逐はされたものの、エグリゴリに多大な貢献をしたことで、何事もなく教授の職を与えられ、長い間空虚な毎日を送っていた。そんな彼の前に、最高幹部に登り詰めたホワイトが現われ、彼からアリスがアザゼルの中で生きていることを聞かされ、再びエグリゴリに協力するようになった。
アリスに会いたい一心で研究を続けるが、凄惨さと非道さを増す研究に罪悪感は募り続ける。そんな中、彼は後のキース・ブルーとなるエドワウと、キース・ブラックとなるセロに出会う。アリスと会話ができるというエドワウにARMS移植を推薦するも失敗。自分自身に深く絶望するが、施設に潜入した反エグリゴリ組織の傭兵の言葉を受けて、エドワウに自由の名前「ブルー」を与え、エグリゴリの支配を打ち破ろうとする者達の力を集めるという願いと4つのオリジナルARMSのコアを託し、傭兵達と共に外の世界へ脱出させる。その傭兵達こそ、後にARMSの子供の一人を育てることになる高槻夫妻であった。
その後、初のARMS移植成功者となったセロによってホワイトも含めた最高幹部全員が抹殺される。ブラック（セロ）を長兄とするキースシリーズによる最高幹部会の新体制となったエグリゴリの下でも最高科学顧問として働いていたが、アメリカにやってきた涼たちに、最初は拉致という形だが同行するようになり、涼たちの人物を見てアリスやアザゼルの真相を話す。アルに対しては、憎まれ口を叩きつつも研究の後継者としての期待を寄せていた。チェス好きでもある彼には、天才のアルも連敗を喫していた。
涼達と共にブラックの待つカリヨンタワーに挑み、その激戦の中で建物の爆発からアルを庇って致命傷を負い、アルにアザゼル研究の全てを託し先を急がせた後、再会した巌の前で静かに息を引き取る。
キース・ホワイト声 - 井上和彦
かつてのエグリゴリの最高幹部の一人で、全てのキースシリーズの父でもある科学者。ティリングハーストをエグリゴリにスカウトし、金属生命体と人類のハイブリッドを生み出す計画を提唱した、物語の始まりを作り出した黒幕にあたる人物。悪魔と比喩されるほど冷酷非道な性格で、嫌いな色は青。キースシリーズのカラーネームにも採用しなかった。
純血のアーリア人であり、かつてヒットラーが掲げた優生学を信じ誇りとしたが、ヒトラーが敗れたことでそれが幻想でしかなかったことを思い知らされた過去があり、アザゼルが人間と融合しようとした光景を見て、より確かな優位性を得るべく人類の進化を掲げ、さらなる高みへ導くべく、エグリゴリにARMS計画を提唱した。1970年頃にはエグリゴリの最高幹部に就任したが、後に初の完全なARMS適合者であるキース・ブラックに殺されてしまう。しかしその残留思念はハンプティ・ダンプティに取り込まれ、ブラックの意思に影響を与えながら体を乗っ取る機会を窺っていた。その目的は究極の進化であり、神（星）と一体化することを望んでいる。
ジャバウォックの爪でハンプティ・ダンプティの殻が破れた際にブラックの身体を乗っ取り、アリスと同化し最大限に力を増したジャバウォックの力をハンプティ・ダンプティの力で取り込もうとしたが、主人公達や白いアリスにより「プログラム・ジャバウォック」は阻止される。しかし彼は自身の目的達成を諦めず、黒いアリスに協力する形で「プログラム・バンダースナッチ」を掲げ、アザゼルΩとバンダースナッチを取り込み、神としての進化を目論む。
藍空市での最終決戦にて隼人とバイオレットの前に敗れ、「アザゼルが惹かれていたのは進化ではなく人の心」という事実をアルから知らされる。最期は自らが求め行ってきた“進化”もかつてのヒトラーが語ったことと同じく在りもしない幻想だったことと、その幻想に最も振り回されていたのが他ならぬ自分であったことを自嘲しながら砕け散った。

## その他のキャラクター
新宮十三（しんぐう じゅうぞう）声 - 藤本譲
隼人の養祖父。新宮流古武術の師範でもある。若い頃は巌をして「現役時代の彼には今の私でも勝てない」と言わしめるほどの実力者だった。X-ARMYのヴォルフに襲われたり、市街地での戦闘で肩を撃たれたりと、寄る年波には勝てず危機を迎える局面が多かったが、白兵戦でのエグリゴリの戦闘サイボーグや強化人間相手には、ほとんど無敵ともいえる強さを誇る。
最終決戦から10年後を描いた最終話でも健在で、道場は隼人に譲って引退したが、サッカーのワールドカップに注目するなどしながら隼人とキャロルの3人で元気に暮らしている。
新宮修一郎（しんぐう しゅういちろう）声 - 岡部政明
隼人の養父で十三の息子。鐙沢村の襲撃の際、隼人を守り抜こうとしたが、キースに首を刎ねられ殺害される。
巴麻耶（ともえ まや）声 - 大本眞基子
武士の1つ下の義妹。幼い頃に自分をかばって事故にあった武士に負い目を感じて心配している。
ママ・マリア声 - 滝沢ロコ
ニューヨークのハーレムの黒人たちの中で、最も尊敬されている最長老の女性。すでにかなりの高齢であり、現在ではハーレムでも一目置かれている巌のみが面会を許されている。足腰と目が不自由だが、その手を握った者の心の中を見抜くリーディング能力を持ち、隼人やキース・バイオレットの本質も一瞬で見抜いた。マフィア壊滅の後、静かに息を引き取った。
グリージョ（灰色）兄弟 / ネロ（黒）＜兄＞ & ビアンコ（白）＜弟＞
シシリアンマフィアのドン・パゾリーニに雇われた凄腕の殺し屋兄弟。兄弟のコンビネーション攻撃を得意とする。マフィア本拠地にてウィンドこと巌の前に敗れた後、隼人を的にかけようとするが、「水の心」に目覚めた隼人の新宮流古武術の前に返り討ちに遭う。
ジェイムズ・フリント
米国大統領。巌とは協力関係にあり、エグリゴリを倒すためにサポートする。

## ARMS

### アザゼル
アザゼル-α
ティリングハースト達ミスカトニック大学の研究者達がアリゾナから発掘した最初のアザゼル。初の交信実験中に突如暴走を起こし多数の死者を出したが、後にこれがARMS計画の第一歩となった。
事件後はギャローズベルに保管され仮死状態となっていたが、イプシロンによるギャローズベル攻略戦中にジャバウォックに共振し目覚める。自分の力の無さに絶望を抱いた涼に呼応しかけるが、それをおさめたユーゴーと涼の友愛の心に触れ、自身の身を犠牲にして施設内のすべての毒ガスを中和、最期は涼に「わが子らよ、生きろ」とメッセージを残し砕け散った。
アリス＜アザゼル-β＞
声 - 久川綾
エグリゴリの地下施設で暴走を起こしたアザゼルがその元である。アリスによって沈静化した際「人の心」に興味を示し、それを求めていることが判明したことから、コンピューター・プログラミングによってアリスがアザゼルに「心を造る」作業が開始される。その作業とは、膨大な数の、人間同士がやるような日常的な質疑応答のコミュニケーションを繰り返して、アザゼルにインプットするというもので、その作業はエグリゴリに生み出された少女アリスによって担当される。アリスとの「語らい」で次第に心を持ち始めたアザゼルはアリスを愛するようになり、「人の心を持ちたい」から「アリスになりたい」と願うようになる。そして、事故によって瀕死の状態になったアリスを吸収・融合して「始まりのARMS」となり、さらにその分身として、アリスの心を受け継いだ4つの「オリジナルARMS」を生み出した。
アザゼルの中では人を憎む「黒いアリス」と、善良な「白いアリス」が常に葛藤を続けており、キース・シリーズに指令を出していた。「黒いアリス」の指令を受けたキース・ブラックがアドバンストARMSの適合に成功したことで、ブラックを介してエグリゴリを支配し、さらに超巨大コンピュータでもある「アリス」は、全世界の核防衛システムを乗っ取ることで、各国政府も支配している。
アザゼル-Ω
プログラムバンダースナッチのために用意された、アリスに匹敵する巨大さを誇るアザゼル。キース・ホワイトはこれを使って地球との融合を目論んでいた。

### オリジナルARMS
アザゼルがアリスと融合した際に生み出された始まりのARMS。“黒いアリス”と“白いアリス”の想いがプログラムされ、それぞれが自らの意志を持ち、強大な力を持つ。
ジャバウォック
声 - 池田秀一
「黒いアリス」の「憎悪」がプログラムされている。涼の右腕がARMS化している。初期状態は生物的でややグロテスクな形状だったが、圧縮空気砲の獲得、完全体の覚醒など進化を重ねるうちに手甲のようなシンプルで洗練された形状となった。伸縮自在の柔軟性と高いパワー、神経ガスすら即座に無効化する高速再生能力を備え、「ジャバウォックの爪」に搭載されている「ARMS殺し」機能を通常形態時においても発動できるなど、他のオリジナルARMSとは一線を画した戦闘力を持つ。また詳しい原理は説明されていないが、ジャバウォックの爪には精神シールドや空間の断裂などの物理的な破壊は不可能な物体でさえも切り裂く能力が備わっており、その力はARMS殺し機能と同じく例え本体から離れ爪だけになっても失われず、それを回収した巌の要所での切札となった。
最終形態では頭髪が逆立った鬼のような凶悪な風貌となり口からの火炎放射、大爆発を引き起こす砲撃など主に炎（熱）を操る。“破壊の王”を自称しその禍々しいまでの存在感、極めて凶暴な性質と圧倒的な戦闘力から「魔獣」と呼ばれる。
ARMSの中でも特に進化が激しく、他のARMSや機械からエネルギーや能力を取り込んだり、攻撃を受ければ受けるほど、戦えば戦うほど、涼の憎しみが強まれば強まるほど“力”は増していき、戦いの中で大型の手甲のように変化して圧縮空気や電磁誘導を利用した砲撃や、高速移動（超音速移動）や反物質の生成、超振動発生能力を生み、際限なく強くなっていく。さらには核弾頭までも取り込み、自らの力の呼び水としていた。また一部の力は第二形態までの涼にもフィードバックされている様子が見られ、覚醒編以降は涼の怒り、憎しみに呼応し全身にナノマシンが広がる事によって、右腕以外の部分にも驚異的な怪力、敏捷性が備わる中間形態とも言える形態に変化することもある。
他の3体のオリジナルと比べて極めて異質なARMSであり、エグリゴリの研究班をもってしても“制御不能”“ブラックボックスが多すぎ解析不能”と言わしめた存在で、当初はプログラムに従って全てを破壊しようとするのみで涼の意思など意に介さず、傲慢な態度をとることが多かった。しかし、涼と共に戦ってきたことで次第に人間の心を理解し、自身の意思で涼に共存の誓いを立てるなど、プログラムを超えた自身の意思に目覚めていく。
ナイト
声 - 小杉十郎太
「白いアリス」の「仁愛」がプログラムされている。隼人の左腕がARMS化している。鉤爪に加え、全ARMS中最強の硬度を持つと言われ、限界こそあるが伸ばすことも可能なブレードを持つ。後に進化し、ブレードと大型の盾と射出可能なニードルが一体となった形状となった。刃がなくなり全身にARMSが回った格闘形態ともいえる形態をとったこともある。
最終形態では、その名の通り全身に甲冑を纏った騎士の姿となる。右腕は超振動によって相手を粉砕する「ARMS殺し」の「ミストルテインの槍」となっている。左腕は初覚醒時にはブレードがなくなっていたが、その後は復活し、終盤では完全体での戦闘においてもニードルやブレードを併用し機転を利かした戦いに一役買った。後に槍は進化し、刀身全てが光り輝く双頭の槍（「神槍」）へと姿を変えた。これは隼人の意思で自由に変形可能で、エネルギー状となった刀身を長大化させたり、高速回転させることによりブリューナクの槍すら防ぐシールドと化す。また、隼人に全感覚を委ねることで、「水の心」を始めとした超感覚や、隼人の技量を使うことも可能となる。ただし感覚を全て委ねる必要があるため、痛覚も伝わる。
ジャバウォックとは逆で非常に理性的であり、基本的には隼人の意思を優先させ、高潔な騎士を思わせる心を持ち、純粋に誰かを守りたいという心に反応する。しかし、その存在は世界の破壊者に成りうるジャバウォックの対をなす世界の守護者として存在しており、暴走したジャバウォックに対するカウンターとしてプログラムされているため、ジャバウォックが暴走すると隼人の意思を完全に無視して、即座に殺しに向かう。しかし、プログラムに反する隼人の意思を知り同調することでさらなる力を得ていく。
ホワイトラビット
声 - 中田浩二
「白いアリス」の「勇気」がプログラムされている。武士の両足がARMS化している。純粋な戦闘力は低いと言われているが、移植者に驚異的な脚力をもたらし高所からの着地も苦にせず、視認することすら困難な高速移動や長距離跳躍、攻撃時にはそれらを生かした回し蹴りや飛び蹴りで立ち回る。後に進化し、圧縮空気を噴射することによって飛行することも可能になり、アニメやゲームでは噴射を利用した攻撃も見られた。
最終形態では、ウサギと鳥と人を混ぜたような姿となり、背には蝙蝠のような大きな翼を備える。翼と手足を折りたたみ戦闘機のような形態になることで、音速（極超音速程）を超えた速度を出すことも可能でそれを利用した突進やソニックブームで敵を粉砕する。後に「白いアリス」と一時的に融合したことで全身が光り輝き、空間の断裂すら砕く「ARMS殺し」機能を得る。終盤は「白いアリス」がいなくなった為か常時光を放ち続けることは出来なくなったが、「白いアリス」がいなくてもARMS殺しの機能は健在で、完全体と化したモデュレイテッドARMS部隊との決戦では明らかな数的不利にもかかわらず一歩も退くことなく単騎で彼らを全滅させ、その戦闘力を遺憾なく発揮した。
"導く者"の名の通り、知的な面を見せ、静かな義務感を抱き、多くの者を導いた。しかし、ナイトと同様にジャバウォックが暴走した際にはカウンターとして、武士の意思を無視してジャバウォックの滅殺に向かう。アリスの世界での姿は童話「不思議の国のアリス」における白ウサギそのものであり、性格や言動もややおっとりとした柔らかなものとなっている。しかし"導く者"としての使命は忘れておらず、アリスの世界と現実世界の状況を目の当たりにした武士の覚悟を試すような言動も見られた。
クイーン・オブ・ハート
声 - 山口奈々
「白いアリス」の「審判」がプログラムされている。恵の両眼がARMS化している。空気の流れや相手の熱源反応、筋肉の動きに至るまであらゆることを見通し、透視能力まで備えている。1キロメートル先の本が読めたり、飛んでくる弾丸も捉えることも可能らしいが、「視る」こと以外の能力は、常人とあまり変わらない。再生能力も他のARMSと比較すると低いと思われる描写も見られる。
唯一、最終形態となっても身体が変異しないARMSであり、恵を包む形でホログラム（正確には力場）が現れる。攻撃能力自体は無いが、あらゆる攻撃を跳ね返す「アイギスの鏡」を持つ。
ARMSと生みの親たるアリス自身への疑いが生んだ“審判者”であり、適合者の意思により全てのARMSを適合者諸共滅ぼす禁断のプログラムを備えている。物語ではそのプログラムが実行されることはなかったが、「女王」の名の通り事実上最強のARMSである。終盤に見せたその仮面の下の素顔はアリスであり、アリスの想いをもっとも受け継いだARMSといえる。

### アドバンストARMS
自らの意志を持つオリジナルARMSとは異なり、人為的な意思の介在しない純粋なコアに、制御用の人工知能（戦闘AI）をプログラムしたより実戦的なARMS。移植者の意思によって自由に完全体への変化を行える。
グリフォン（幻獣）
キース・レッドに移植されたARMS。コアは頭部にある。両腕がARMS化しており、腕やブレードを高出力の振動子（トランジューサー）として、強力な超振動と超音波を操り、触れるもの全てを粉砕し、あらゆるものを切り裂く。
最終形態の姿は両腕部と一体化した巨大なブレードを携えた人型。頭部から背に向けて生えるたてがみにも似た無数の突起物や、口先が鳥のようにとがっている点でグリフォンを思わせる特徴を持っている。腕部を振るっただけで強力な振動波を発生させ、片手で発生させた超音波でビルを粉砕するなど超振動・超音波を用いた攻撃はより強力なものとなり、背中の突起物を逆立たせ全身を超音波兵器へと変化させることにより、全方位広範囲を強力な超音波で攻撃することも可能。
マッドハッター（帽子屋）
キース・シルバーに移植されたARMS。コアは胸部にある。左腕がARMS化しており、掌から荷電粒子砲「ブリューナクの槍」を放つ。また、指先から高出力の電撃を発生させることにより、実体弾に対するバリアとして用いることや放射電撃としても使用可能である。ただし、光学兵器という性質上ある程度のチャージを必要とする上、常時数万度という超高温を扱うが故、連射性には難があり、無理に連射しようとすると全身が焼きつき熱暴走を起こしてしまう。
最終形態の姿は髑髏のような顔をしたやや細身の人型。後方に伸びた後頭部が「帽子屋」を連想させる特徴となっている。両腕から超出力の荷電粒子砲を放つことが可能でその威力は通常時の比ではない。通常形態時の弱点であった発熱による熱暴走も後頭部や背面にある排熱ダクトによって解消されている。またジャバウォックと同じく傷つけば傷つくほどその力を増していきジャバウォックの反物質砲をすら超える力を得ようとしたが、涼との戦いにおける急激でアンバランスな進化の結果、増大したARMSの力がARMSの耐久力を超えてしまい、メルトダウンを起こしてしまう。
チェシャキャット（チェシャ猫）
キース・グリーンに移植されたARMS。コアは胸部にある。ホワンからサンプリングした空間を操る超能力のデータが組み込まれており、空間転移の他、対象の強度や物理特性を無視し、あらゆる物体を切り裂く空間の断裂を得意技とする。キース・グリーンの性質によるものなのかは定かではないがARMS本体による直接的な格闘戦の描写はほとんど無く、ジャバウォックに左腕を掴まれた際それから逃れる為に一度発動させたのみである。
最終形態の姿は人型の多いARMSの中では珍しく、巨大なネコのような四足獣の姿をしている。三本の尾を大きく伸ばし、そこから放たれる豪雨の如き無数の高密度空間断裂の巨大ブレード「魔剣アンサラー」は射程100フィート、攻撃範囲360°の完全なる全方位無死角攻撃であり、範囲内に存在する全ての物体を細断する。
マーチ・ヘア（三月兎）
キース・バイオレットに移植されたARMS。両目がARMS化しており、周囲にナノマシンを散布するナノマシン散布型ARMSで、大気中のナノマシンを操作し光を屈折させ、立体映像を作り出したり、あらゆる方向から強力なレーザーを照射する「バロールの魔眼」を操る。
最終形態は鏡やガラスの様な透明な体を持ち、仮面を着けた女性の姿。他の完全体ARMSとは違い、身体の大きさ自体は変化しないようである。鏡面のような身体を利用することにより、ナノマシンがなくても風景に溶け込んだりレーザーを放つことが出来る。劇中唯一最後まで生き残ったアドバンストARMSでもある。
ハンプティ・ダンプティ（神の卵）
キース・ブラックに移植されたARMS。何らかの能力を後付けされた他のアドバンストARMSとは違い、金属生命体としての始原的な特性に特化した最も純粋なARMS。その細胞はあらゆるエネルギーを吸収し取り込み進化の糧にするため破壊は出来ず、手で触れたARMSの力を自分の物とする。マッドハッターの「ブリューナクの槍」、マーチ・ヘアの「バロールの魔眼」を始め、これまでに生まれたほとんどのアドバンストARMSの力を自分の力として持ち、単分子ブレード「神剣フラガラッハ」や、グリフォンの「超振動ブレード」、枝のような翼を展開しての飛行能力など多彩な力を使いこなす。作中でもチェシャキャットの空間干渉能力、ジャバウォックのARMS殺しの腕、ドーマウスの「魔弾タスラム」、ナイトの「ミストルテインの槍」など多くのARMSの力を取り込み使用した。
最終形態では全身が靄のような黒いエネルギーの力場によって覆われ、輪郭が判然としないぼんやりした人型のシルエットとなる。この力場を展開している限り通常兵器は勿論、唯一ハンプティ・ダンプティの細胞に有効である「ARMS殺し」すらも無効化される。力場が取り除かれた際の姿は、首が無く肩に直接顔が乗った、極めて貧相な小枝じみた人型の骨組みで、隼人に「ラクガキみたいなヤツ」と評される。なお、通常形態も「マンガの手抜き」呼ばわりであった。
実はブラックがホワイトを殺害した際、このARMSがホワイトの残留思念を偶然取り込んでしまい、ブラックの意思に影響を与えていた。そしてハンプティダンプティの特性を無効化するARMS殺しの爪を受けた際、ホワイトの意識がブラックの意識を乗っ取ってしまう。
ブルーとの対決の際に彼の自爆により、ホワイトの気づかない内に致命的な傷を負い、それが原因となり身体を覆う力場が取り除かれ、ホワイトは隼人との戦いに敗れることになる。
ドーマウス（眠り鼠）
キース・ブルーに移植されたARMS。通常形態での詳しい形状、能力は作中では明らかになっていないが、右腕が通常形態時のARMS部位である模様。針のような小型ミサイルを大量に発射する「魔弾タスラム」の能力を持つARMS。最終形態の姿は、尖った口を持ち、腕や背中からトゲのような物が伸びており、ハリネズミを模したデザインとなっている。腕や肩などあらゆる部位から針を飛ばし、広範囲を攻撃できる。時限爆破も可能であり、針という一見地味な武器だが爆発の威力は絶大であり、モデュレイテッドARMS部隊など問題にならない戦闘力を持ち、キース・ホワイトも「出来損ないにしては実戦的な力」と評価した。
ブルーはARMS適性因子が不完全であったため適合はできておらず、リミッターでARMSを抑えていない限り、ブルーを侵食した後数分で自壊してしまう。オリジナルARMSのメンバーを救うため、ブルー自らリミッターを外し数分間のみの最終形態となり、最後は自身を「魔弾タスラム」と化した自爆によって散ったが、後にその最後の一撃がハンプティ・ダンプティを倒す重要なきっかけとなった。

### モデュレイテッドARMS
量産化を前提に調整を施されたARMS。故にオリジナルのような自己意思もアドバンストの戦闘AIも持たないが、移植者の闘争心などを糧として形状、能力などを形成している。調整されているとはいえARMS共通の弱点である電撃攻撃への弱さなど不安定な面があり、完全体の開放も自由に行うことは出来ないが、完全に不可能なわけではなく、身体に取り付けられたリミッターを解除すれば移植者の意思に関係なく完全体となる。しかし完全体になったが最後、人間の姿に戻ることは永久に不可能となる為、重大なリスクを伴うがゆえ、リミッターという措置が施されたと考えられる。形態、能力は数十名に及ぶモデュレイテッドARMS部隊の中でも多種多様な種類が存在し、格闘型（腕部）、砲撃型（腕部）、高速移動型（脚部）、戦術偵察型（両眼）などと多岐に及ぶが、オリジナルARMSやアドバンストARMSに匹敵する超常的な力を持っているのは空間干渉能力を持つホワンのみとなっている。
ホワンARMS（正式名称不明）
ホワンがキース・ブラックとの取引によって提供を受けた初期型のモデュレイテッドARMSで、形態は鋭く尖った鋭利な爪を持ちクロウの機械腕とやや似た形状。注射器のような器具で体内に直接注入するという特異な方法で移植された。移植したと同時にホワンの失われた視力を即座に回復させ、整形された顔面を元の素顔に戻した。そしてキース・グリーンと同じ空間の断裂を操る能力を手に入れ、完全体と化したグリーンをも一蹴するほどの力を発揮した。
完全体はマッドハッターを全体的に鋭利化させたような細身の人型であり、全身にブレードのような突起物が突き出しているのが特徴。このブレードからも空間の断裂を作り出すことが可能でチェシャ猫同様、だがより広範囲に大量の空間の断裂を放射することが可能となっている。ホワンとしてはやや癪に障るようだが彼の奥の手もまたグリーンと同じ「魔剣アンサラー」であるが、両腕のありとあらゆる部位からブレードを展開し僅かの隙間も無いほどの高密度の空間の断裂の壁を発射するというものであり、グリーンのそれとは似て非なる技となっている。
ハインツARMS（正式名称不明）
モデュレイテッドARMS部隊副隊長のハインツに移植されたARMSであり、形態はホワンのものによく似た鋭い爪が付いた格闘型。
完全体では四本の腕を持つ多足型となりビルの外壁などを駆け回るという昆虫等を思わせる形態となる。攻撃方法も砲撃や光の鞭を操るなど手数が増え、一時は満身創痍のホワイトラビットを追い詰めたが、その時自身の身体も戦闘によるダメージとリミッター開放による侵食現象の為か崩壊寸前であり、最後はホワイトラビットの発光による攻撃で敗れ去った。
その他（モデュレイテッドARMS部隊）
格闘型は涼のジャバウォックを思わせる手甲型、隼人のナイトと似たブレード型等が確認されており、後者はブレード部分を鞭のようにしならせることも可能。砲撃型も何体かは確認できるが詳細不明、武士のものに似た脚部の高速移動型も存在しており飛行可能かは不明だが圧縮空気を噴かす描写が見られた。恵と同じ戦術偵察型もおり同じく女性である。
完全体における姿、能力は多岐に渡り、長く伸びた頭部を持つ砲撃型、腕部に多段レーザー砲が搭載された人型、口から火炎放射を発射するジャバウォックに似た者、両腕がブレード化した芋虫型、飛行能力を持ち腕部からレーザーを発射する悪魔型、鳥類型など確認できるだけでも相当の種類がいる。いずれもARMS殺しをもってしても一撃では倒れないなど完全体なだけはあり、最終的にはホワイトラビットによって全滅させられるも、彼自身にも再生が追いつかないほどの深手を負わせた。

### 無所属
バンダースナッチ（神獣）
コアを移植された他のARMSと違い、カツミの体内でコアが生成された特殊なARMS。オリジナルARMSと同様、自我がある。「黒いアリス」の「憎悪」と「絶望」がプログラムされており、「プログラム・ジャバウォック」に替わる「プログラム・バンダースナッチ」の要となる。
「滅びの神獣」の名を冠しており、最終形態の外見はジャバウォックに酷似しているが、肩が尖っていたり体色が白いといった外見の違いが見られる。またマーチ・ヘアと同じ「ナノマシン散布型」となっており、空気中の窒素を散布したナノマシンで液体に変え、周囲数kmを絶対零度に近い極寒冷地にすることができる。同じ熱量を操る存在ではあるが、炎を操るジャバウォックとは対照的な能力となっている。